# Нескорені (хор)
Народний самодіяльний хор учасників визвольних змагань, УПА та ветеранів праці «Нескорені» — хоровий колектив, створений у 1993 році у Львові при Українській академії друкарства. Засновник, диригент і художній керівник — Богдана-Олександра Сімович (Авдієвська).

## З історії заснування
Ансамбль виник у 1993 році на хвилі національного пробудження й відродження української державності в середовищі колишніх політв'язнів. На той час у Львові утворилася обласна Спілка політв'язнів України, яка випускала часопис «Нескорені» і повернулася до рідного міста диригент-хормейстер Богдана Сімович (Авдієвська).
Хор «Нескорені» взяв участь у понад триста концертів. В основному колектив виступає в Україні: у Львові та Львівській області, в Одесі, Києві, Дніпропетровську, Запоріжжі, Дніпродзержинську, Черкасах, Чигирині, Суботові, в інших містах та селах західних областей України, але й гастролював у Польщі.
Меценатську та організаційну підтримку надають ректорат Української академії друкарства (професор С. Гунько, професор Б. Дурняк), Львівська обласна Спілка політв'язнів України (голова Ярослав Малицький), зокрема її Личаківський осередок та його голова Люба Українська.

## Репертуар та виконавці
В основному до репертуару входить українська хорова музична класика, стрілецький та повстанський епос
За час існування хору створено й освоєно кілька різноманітних за тематикою музично-літературних композицій: «Земля моя прокинулась...», «Світова велич Кобзаря», «Душі людської вічне відкриття», «Струни пам'яті», «Лети, моя думо», «Народна пісня — голос невсипущий», а також поповнено репертуар найкращими зразками української духовної музики. 
Серед солістів хору: концертмейстер Віра Ізбенко, Ярослава Гунько (сопрано), Ярема Ванчицький (бас), Роман Ярема (баритон), Анатолій Горбацький (тенор). Також співпрацює із хором композитор Дмитро Янівський, поет Олесь Ангелюк.